# Hardt (Mistelgau)
Hardt ist ein Gemeindeteil der Gemeinde Mistelgau im Landkreis Bayreuth (Oberfranken, Bayern). Hardt liegt in der Gemarkung Frankenhaag.

## Geografie
Der Weiler liegt an der Kreisstraße BT 2, die nach Wohnsgehaig (2,8 km südwestlich) bzw. nach Glashütten zur Staatsstraße 2185 (1,8 km südöstlich) führt. Gemeindeverbindungsstraßen führen nach Plösen (0,4 km südlich) und zur Kreisstraße BT 1 (0,2 km nordöstlich). Im Norden grenzt das Waldgebiet Hardt an. Ansonsten ist der Ort von Acker- und Grünland umgeben.

## Geschichte
Hardt gehörte zur Realgemeinde Frankenhaag. Gegen Ende des 18. Jahrhunderts gab es in Hardt ein Anwesen. Die Hochgerichtsbarkeit stand dem bayreuthischen Stadtvogteiamt Bayreuth zu. Die Verwaltung Glashütten war Grundherr der Viertelsölde.
Von 1797 bis 1810 unterstand der Ort dem Justiz- und Kammeramt Bayreuth. Infolge des Gemeindeedikts wurde Hardt dem 1812 gebildeten Steuerdistrikt Mistelgau und der Ruralgemeinde Frankenhaag zugewiesen. Am 1. Januar 1972 wurde diese im Zuge der Gebietsreform in Bayern in die Gemeinde Mistelgau eingegliedert.

## Einwohnerentwicklung
| Jahr      | 001819 | 001822 | 001861 | 001871 | 001885 | 001900 | 001925 | 001950 | 001961 | 001970 | 001987 |
| Einwohner | *      | 3      | 15     | 17     | 18     | 13     | 15     | 29     | 16     | 5      | 11     |
| Häuser    |        | 1      |        |        | 3      | 3      | 3      | 4      | 4      |        | 6      |
| Quelle    | [ 9 ]  | [ 6 ]  | [ 10 ] | [ 11 ] | [ 12 ] | [ 13 ] | [ 14 ] | [ 15 ] | [ 16 ] | [ 17 ] | [ 1 ]  |

## Religion
Hardt ist seit der Reformation evangelisch-lutherisch geprägt und nach St. Bartholomäus (Mistelgau) gepfarrt.